# 周平公
周平公（?—?），名君陈，西周时期周国第二代国君，周公旦的次子。他的长兄伯禽，被封到鲁国，周成王封他为周公，承继他父亲周公旦辅弼王室。《尚书》中有《君陳篇》。